# Primera División de Chile 1983
El Campeonato Nacional de Primera División de 1983 fue el torneo de la primera categoría del fútbol profesional chileno disputado entre el 2 de julio de 1983 y el 1 de abril de 1984. Si bien oficialmente el torneo correspondió a la temporada 1983 de la Asociación Central de Fútbol, prácticamente la totalidad de la segunda rueda, además de la Liguilla Pre-Libertadores, fue jugada durante el primer semestre del año 1984.
En el torneo participaron 22 equipos que jugaron en dos rondas en un sistema de todos-contra-todos, totalizando 42 fechas, cantidad de partidos que hacen a este torneo el más largo de todos los jugados hasta el momento. 
El campeón fue Colo-Colo, quién disputó hasta la última fecha el título ante Cobreloa. Mientras el cuadro calameño sacaba un empate a un gol ante Deportes Iquique de visita, Los albos lograban obtener una victoria de 2:0 ante Audax Italiano, logrando sacar un punto de ventaja. De esta forma, Colo-Colo logró su 14º estrella.

## Movimientos Divisionales
Las bases de los torneos de Primera y Segunda División de 1982 indicaban que los últimos tres equipos de la división de honor descenderían automáticamente, mientras que los 5 primeros clasificados en la serie B ascenderían, dejando a la temporada 1983 de Primera División inicialmente con 18 equipos. Los movimientos originales serían los siguientes: 
Equipos ascendidos de Segunda División 1982
- Arturo Fernández Vial
- Everton
- Trasandino
- Unión San Felipe
- Deportes Antofagasta

Equipos descendidos a Segunda División 1983
- Rangers
- Santiago Morning
- Deportes La Serena

Posteriormente, la ACF decidió entregar administrativamente cupos de Primera División a equipos que representasen a las ciudades con mejores resultados de espectadores en las temporadas previas y que no hubiesen ganado en cancha tal derecho. Las ciudades elegidas fueron Valparaíso, Talca y Temuco, lo cual significó que Santiago Wanderers, Rangers  y Green Cross-Temuco respectivamente fuesen participantes en la división de honor en 1983. Para los dos primeros, el cupo se hizo válido al final de la temporada 1982, evitando así el descenso de Rangers y ascendiendo a Wanderers. Para Green Cross, el ascenso se produjo al finalizar la Copa Polla Gol 1983. Además, Huachipato logró su ascenso al ganar el Campeonato de Apertura de la Segunda División de Chile 1983.
En resumen, los movimientos divisionales definitivos fueron los siguientes:
Equipos ascendidos de Segunda División 1982
- Arturo Fernández Vial
- Everton
- Trasandino
- Unión San Felipe
- Deportes Antofagasta
- Santiago Wanderers
- Huachipato
- Green Cross-Temuco

Equipos descendidos a Segunda División 1983
- Santiago Morning
- Deportes La Serena

## Equipos por región
| Región               | N.º | Equipos |
| -------------------- | --- | --- |
| Región Metropolitana | 7   | Audax Italiano, Colo-Colo, Magallanes, Palestino, Unión Española, Universidad Católica y Universidad de Chile |
| Valparaíso           | 4   | Everton, Santiago Wanderers, Unión San Felipe y Trasandino                                                    |
| Biobío               | 3   | Arturo Fernández Vial, Huachipato y Naval                                                                     |
| Tarapacá             | 2   | Deportes Arica y Deportes Iquique                                                                             |
| Antofagasta          | 2   | Cobreloa y Deportes Antofagasta                                                                               |
| Atacama              | 1   | Regional Atacama                                                                                              |
| O'Higgins            | 1   | O'Higgins |
| Maule                | 1   | Rangers |
| La Araucanía         | 1   | Green Cross                                                                                                   |

## Copa República y Descenso a Segunda División
Entre enero y marzo de 1984 se disputó la  Copa de la República, cuyas bases estipulaban que los cuatro equipos semifinalistas aseguraban automáticamente la permanencia en Primera División para la temporada 1984, independientemente de su posición final en 1983. Esta situación significó que Santiago Wanderers, a pesar de finalizar en la posición 21 del torneo nacional (posición de descenso) se mantuvo en Primera División, con lo cual el equipo que acompañaría inicialmente al último del torneo Audax Italiano en la siguiente temporada en Segunda División sería Unión Española. 
Dado que Copa se diseñó y disputó en paralelo con el último tramo del Campeonato Nacional, Unión Española realizó un reclamo formal ante el Consejo de Presidentes de la  ACF para evitar su descenso. El Consejo determinó finalmente que tanto el conjunto hispano, como Santiago Wandereres y Audax Italiano se mantendrían en Primera División, con lo cual el número de participantes para 1984 aumentó de 24 a 26 equipos.

## Tabla final
| Pos | Equipo                | PJ | PG | PE | PP | GF | GC | Dif | Pts |
| --- | --------------------- | -- | -- | -- | -- | -- | -- | --- | --- |
| 1   | Colo-Colo             | 42 | 27 | 9  | 6  | 92 | 41 | 51  | 63  |
| 2   | Cobreloa              | 42 | 26 | 10 | 6  | 96 | 36 | 60  | 62  |
| 3   | Universidad de Chile  | 42 | 21 | 11 | 10 | 58 | 41 | 17  | 53  |
| 4   | Magallanes            | 42 | 19 | 12 | 11 | 85 | 62 | 23  | 50  |
| 5   | Universidad Católica  | 42 | 15 | 16 | 11 | 80 | 64 | 16  | 48  |
| 6   | Naval                 | 42 | 18 | 11 | 13 | 63 | 54 | 9   | 48  |
| 7   | Rangers               | 42 | 15 | 17 | 10 | 63 | 52 | 11  | 47  |
| 8   | Everton               | 42 | 16 | 12 | 14 | 46 | 46 | 0   | 44  |
| 9   | Arturo Fernández Vial | 42 | 14 | 14 | 14 | 50 | 57 | -7  | 42  |
| 10  | Deportes Arica        | 42 | 15 | 11 | 16 | 57 | 58 | -1  | 41  |
| 11  | Huachipato            | 42 | 15 | 11 | 16 | 41 | 48 | -7  | 41  |
| 12  | Palestino             | 42 | 11 | 18 | 13 | 49 | 62 | -13 | 40  |
| 13  | Green Cross - Temuco  | 42 | 13 | 13 | 16 | 69 | 65 | 4   | 39  |
| 14  | Trasandino            | 42 | 12 | 15 | 15 | 59 | 60 | -1  | 39  |
| 15  | O'Higgins             | 42 | 12 | 14 | 16 | 61 | 69 | -8  | 38  |
| 16  | Deportes Iquique      | 42 | 9  | 18 | 15 | 43 | 60 | -17 | 37  |
| 17  | Deportes Antofagasta  | 42 | 12 | 13 | 17 | 44 | 64 | -20 | 37  |
| 18  | Unión San Felipe      | 42 | 13 | 9  | 20 | 61 | 80 | -19 | 35  |
| 19  | Regional Atacama      | 42 | 11 | 13 | 18 | 41 | 63 | -22 | 35  |
| 20  | Unión Española        | 42 | 14 | 5  | 23 | 56 | 75 | -19 | 33  |
| 21  | Santiago Wanderers    | 42 | 7  | 14 | 21 | 46 | 72 | -26 | 29  |
| 22  | Audax Italiano        | 42 | 7  | 14 | 21 | 34 | 65 | -31 | 28  |

PJ=Partidos jugados; PG=Partidos ganados; PE=Partidos empatados; PP=Partidos perdidos; GF=Goles a favor; GC=Goles en contra; Dif=Diferencia de gol; Pts=Puntos
|  | Campeón. Clasifica a la Copa Libertadores 1985 |
|  | Clasifica a la Liguilla Pre-Libertadores       |

## Campeón
|                               |
| Campeón Colo-Colo 14.º título |
|                               |

## Liguilla Pre-Libertadores
Se jugó en el Estadio Nacional, entre el domingo 8 y el domingo 15 de abril de 1984. El ganador recibe el título de Vicecampeón del Fútbol Chileno y clasifica a la Copa Libertadores 1985.
| Pos | Equipo               | PJ | PG | PE | PP | GF | GC | Dif | Pts |
| --- | -------------------- | -- | -- | -- | -- | -- | -- | --- | --- |
| 1   | Magallanes           | 3  | 2  | 0  | 1  | 4  | 2  | 2   | 4   |
| 2   | Universidad de Chile | 3  | 1  | 1  | 1  | 4  | 2  | 2   | 3   |
| 3   | Cobreloa             | 3  | 1  | 1  | 1  | 1  | 3  | -2  | 3   |
| 4   | Universidad Católica | 3  | 0  | 2  | 1  | 2  | 4  | -2  | 2   |

PJ=Partidos jugados; PG=Partidos ganados; PE=Partidos empatados; PP=Partidos perdidos; GF=Goles a favor; GC=Goles en contra; Dif=Diferencia de gol; Pts=Puntos
|  | Clasifica a la Copa Libertadores 1985 |

## Liguilla de Promoción
Los 4 equipos que participaron en esa liguilla, tenían que jugar en una sola sede, en este caso en La Serena y lo disputaron en un formato de todos contra todos en 3 partidos. Los 2 ganadores jugarán en Primera División para el año 1984, mientras que los 2 perdedores jugarán en Segunda División para el mismo año mencionado. Hubo 2 curiosidades de esta Liguilla. Lo primero, es que como no hubo equipos descendidos, al finalizar el campeonato nacional de 1983, que fue ganada por Colo-Colo, lo cierto es que se aumentarían 2 equipos más, para participar en el campeonato del año siguiente y esos serían los 2 ganadores de esta Liguilla y lo otro es que Deportes La Serena y Coquimbo Unido (los 2 clásicos rivales de la cuarta región), disputaron esta Liguilla y que terminó con el ascenso de ambos equipos a la Primera División.
| Pos | Equipo             | PJ | PG | PE | PP | GF | GC | Dif | Pts |
| --- | ------------------ | -- | -- | -- | -- | -- | -- | --- | --- |
| 1   | Deportes La Serena | 3  | 2  | 1  | 0  | 13 | 7  | 6   | 5   |
| 2   | Coquimbo Unido     | 3  | 2  | 1  | 0  | 9  | 6  | 3   | 5   |
| 3   | Deportes Laja      | 3  | 1  | 0  | 2  | 11 | 13 | -2  | 2   |
| 4   | Malleco Unido      | 3  | 0  | 0  | 3  | 8  | 15 | -7  | 0   |

PJ=Partidos jugados; PG=Partidos ganados; PE=Partidos empatados; PP=Partidos perdidos; GF=Goles a favor; GC=Goles en contra; Dif=Diferencia de gol; Pts=Puntos
|  | Jugarán en Primera División de Chile 1984 |
|  | Jugarán en Segunda División de Chile 1984 |

1º Fecha
| 4 de marzo de 1984 | Coquimbo Unido | 5 : 3 | Malleco Unido | Estadio La Portada, La Serena |  |

| 4 de marzo de 1984 | Deportes La Serena                                                                                 | 8 : 3 | Deportes Laja | Estadio La Portada, La Serena |  |
|                    | Juan Koscina 39' · Dario Scatolaro 46' 89' · Hernán Castro 54' · Fernando González 58' 62' 73' 79' |       |               |                               |  |

2º Fecha
| 7 de marzo de 1984 | Coquimbo Unido                        | 2 : 1 | Deportes Laja  | Estadio La Portada, La Serena |  |
|                    | Jorge Gálvez 1' · Gustavo Álvarez 71' |       | Daniel Paz 52' |                               |  |

| 7 de marzo de 1984 | Deportes La Serena                                   | 3 : 2 | Malleco Unido                     | Estadio La Portada, La Serena |  |
|                    | Fernando González 52' · Torino · Dario Scatolaro 79' |       | Alfredo Núñez 27' · Alfredo Núñez |                               |  |

3º Fecha
| 11 de marzo de 1984 | Deportes Laja | 7 : 3 | Malleco Unido | Estadio La Portada, La Serena   |  |
|                     |               |       |               | Asistencia: 15.000 espectadores |  |

| 11 de marzo de 1984 | Deportes La Serena                        | 2 : 2 | Coquimbo Unido                        | Estadio La Portada, La Serena   |                                 |
|                     | Fernando González 19' · Fernando González |       | Juan Carlos Barraza 9' · Mario Zurita | Asistencia: 15.000 espectadores | Asistencia: 15.000 espectadores |

- Deportes La Serena y Coquimbo Unido ascendieron a la Primera División para el año 1984. En tanto, Deportes Laja y Malleco Unido se mantienen en la Segunda División, para la misma temporada mencionada.

## Goleadores
| Jugador              | Equipo               | Goles |
| -------------------- | -------------------- | ----- |
| Washington Olivera   | Cobreloa             | 28    |
| Jorge Luis Siviero   | Cobreloa             | 24    |
| Jorge Aravena        | Universidad Católica | 24    |
| Fernando Santis      | Magallanes           | 21    |
| Jorge Cabrera        | Deportes Arica       | 20    |
| Carlos Caszely       | Colo-Colo            | 20    |
| Óscar Herrera        | Naval                | 17    |
| Luis Alberto Ramos   | Everton              | 16    |
| Oscar Fabbiani       | Unión San Felipe     | 16    |
| Juan Carlos Letelier | Cobreloa             | 15    |
| Horacio Simaldone    | Colo-Colo            | 15    |
| Arturo Jáuregui      | Magallanes           | 15    |
| Néstor Di Luca       | Universidad de Chile | 15    |
| Juan Covarrubias     | Green Cross-Temuco   | 14    |
| Ramón Pérez          | Unión Española       | 14    |